# 櫻丘 (世田谷區)
櫻丘（日语：／ Sakuragaoka */?）是東京都世田谷區的町名。現行行政地名為櫻丘一丁目至櫻丘五丁目。郵遞區號為156-0054。

## 地理
位於東京都世田谷區中央，屬世田谷地域。北鄰船橋，東接經堂、櫻，東南連弦卷，南通上用賀，西鄰砧，西北接千歲台。一丁目大部分為東京農業大學校地。

## 歷史
舊荏原郡世田谷村。

### 地名由來
與世田谷區櫻的櫻小學校有關。1922年（大正11年）9月，櫻小學校在此成立分校橫根分教場。1930年（昭和5年）4月，橫根分教場獨立，更名為第二櫻尋常小學校。1941年（昭和16年），再次更名為櫻丘國民學校（現：櫻丘小學校）。此校名為地名由來。

## 交通
小田急小田原線穿過北部，可利用北側相鄰的千歲船橋站。此外，還可利用行經東急田園都市線用賀站的巴士。南邊的東京都道3號世田谷町田線（世田谷通）與西邊的東京都道311號環狀八號線（環八通）在西南端的三本木陸橋交差點交會。

## 設施
- 東京都水道局南部第二支所、世田谷營業所
- 東京都世田谷兒童相談所
- 東京農業大學
- 世田谷區立櫻丘中學校
- 世田谷區立櫻丘小學校
- 世田谷區立笹原小學校
- 世田谷區立櫻丘圖書館
- 世田谷區立櫻丘兒童館
- 世田谷區立櫻丘區民中心
- 久成院
- 淨立寺
- 宇山神社
- 稻荷森稻荷神社

## 備註
1. ↑  平成25年（2013年）の世田谷区の町丁別人口と世帯数 - 世田谷区